# Pegomya atriplicia
Pegomya atriplicia är en tvåvingeart som beskrevs av Robineau-desvoidy 1851. Pegomya atriplicia ingår i släktet Pegomya och familjen blomsterflugor.
Artens utbredningsområde är Frankrike. Inga underarter finns listade i Catalogue of Life.